# Аммосови
Аммосови (писалися також Амосови та Оммосови) — стародавній російський та український дворянський рід.

## Походження
Дворянський рід цього прізвища веде свою історію від Василя Аммосова, який проживав на початку XVII століття.
Рід Аммосових був записаний дворянським зібранням до VI частини Дворянської родовідної книги Курської губернії Російської імперії і затверджений Герольдією Урядового Сенату в древньому (стовповому) дворянстві.

## Представники роду

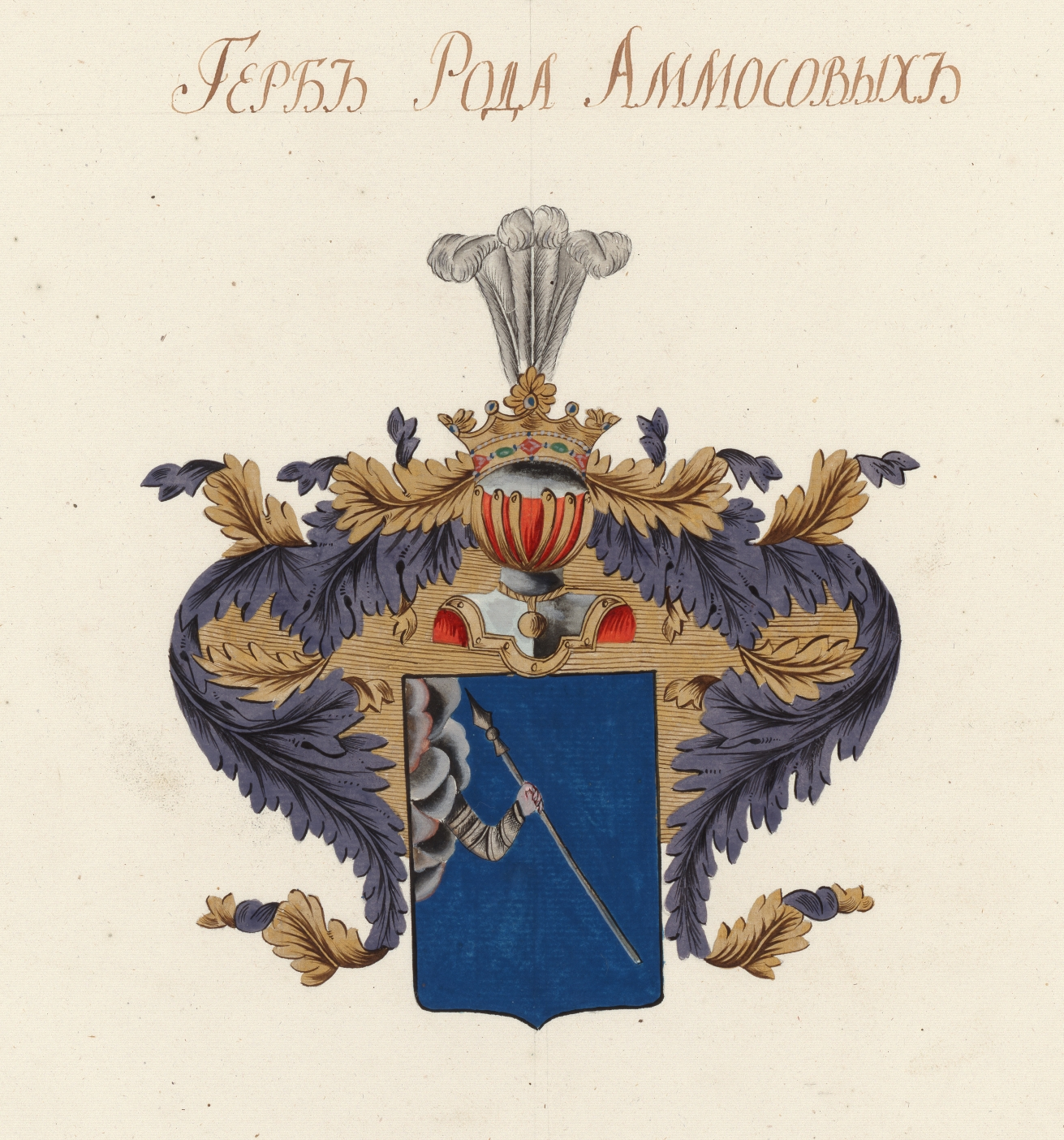
Герб роду Амосових

### XVII—XVIII століття
Перше покоління
- Василь Аммосов (початок XVII століття).

Друге покоління
- Аммосов Аксентій.

Третє покоління
- Аммосов Кіндрат Аксентійович (в списку за 1679 рік у числі дітей боярських).

### XIX століття
- Амосов Дмитро Петрович — російський офіцер, штабс-ротмістр (з 1823 року)[2].
- Діти:
  - Михайло Дмитрович (нар.. 1834)[2];
    - дружина: Катерина Семенівна Куксіна — онука Артемія Яковича Терещенка, донька Маріани Артемівни Куксіної (Терещенко)[3];

  - Петро Дмитрович;
  - Микола Дмитрович — колезький реєстратор[4];
  - Іван Дмитрович (1832—1858) — поручик лейб-гвардії Семенівського полку;
  - Петро Дмитрович (1828—1902) — поручик[5];

- Онуки:
  -     - Михайло Михайлович[2] — гласний Кролевецької міської думи (1896)[6], опікун Чапліївського початкового училища (1899)[7], Клишковський земський начальник (1900)[8], гласний Кролевецького повітового зібрання, губернський секретар (1901)[9], опікун Клишковського училища (1904)[10].
      - дружина: Анна Миколаївна Радченко — донька Миколи Григоровича Радченка — мирового судді у Глухівському повіті, предводителя дворянства по Глухівському повіту, очільника Глухівської повітової Земської Управи, Глухівський міський голова[11]

- -     - Володимир Михайлович[2] (1871—1918)[12][13] — голова Глухівської повітової земської управи (1901—1908), в. о. Чернігівського губернського тюремного інспектора (1908—1910); тюремний інспектор Ярославської губернії (1910—1912), Глухівський міський голова (1914—1917), голова Глухівської повітової управи (1917);
      - дружина: Олена Миколаївна Шечкова — дворянка Курської губернії, похована у Склепі-піраміді Шечкових на кладовищі села Воргол колишнього Кролевецького, а нині - Конотопського району на Сумщині.

- Правнуки:
  -     -       -         - Микола Михайлович (нар. 1897)[14];
        - Борис Михайлович (нар. 1898)[15].

- -     -       -         - Наталія Володимирівна (нар. 1896)
        - Олексій Володимирович (нар. 1898)
        - Єлизавета Володимирівна (нар. 1900)[16].

## Опис герба
На щиті, що має блакитне поле, зображено праворуч руку, що виходить з хмар, в срібних латах, яка тримає золотий спис.
Щит увінчаний дворянськими шоломом і короною зі страусовим пір'ям. Нашоломник: три страусові пера. Намет на щиті блакитний, підкладений золотом. Герб роду Аммосових внесено до Частини 7-ї Спільного гербовника дворянських родів Всеросійської імперії, стор 128.